# Ersatzteillogistik
Die Ersatzteillogistik befasst sich mit der rechtzeitigen Bereitstellung von Ersatzteilen und deren Lagerhaltung.
Sie gehört zu der Beschaffungslogistik der Ersatzteilverbraucher und zu der Absatzlogistik der Ersatzteilhersteller.
Infolge von Dienstverträgen müssen Ersatzteile für Maschinen und Geräte rechtzeitig (teilweise automatisch mittels Standleitung) bestellt werden, damit sie (unabhängig von der äußeren Verfügbarkeit) stets vorgehalten werden können.
Die Fortschritte im Bereich der generativen Fertigungsverfahren könnte einen großen Einfluss auf die Ersatzteillogistik haben. So könnten Ersatzteile zukünftig von Unternehmen und Verbrauchern bei Bedarf gedruckt werden, wodurch die Lagerhaltung entfallen würde.

## Aufgaben und Ziele
Die Aufgaben und Ziele der Ersatzteillogistik überschneiden sich oft mit den allgemeinen Aufgaben und Zielen der Logistik.
Die Hauptaufgabe ist die Bereitstellung der für die Instandhaltung von Maschinen und Anlagen benötigten Ersatzteile. Dazu zählen auch die Lagerung und Handhabung dieser Ersatzteile.
Des Weiteren wird mit Hilfe der Ersatzteillogistik auch versucht, Kunden an das Unternehmen zu binden, und somit die Position des eigenen Unternehmens im Wettbewerb zu stärken. Zudem sind auch die Liefereigenschaften ein erwähnenswerter Punkt. Kurze Lieferzeiten, eine hohe Lieferbereitschaft, eine Liefertreue für bestehende Kunden und eine hohe Lieferflexibilität werden fast schon vorausgesetzt.
Außerdem müssen die Unternehmen stets die richtige Balance zwischen ausreichender Lagerhaltung und möglichst geringer Kapitalbindung finden. Werden zu viele Ersatzteile gelagert, kommt es zu einer hohen Kapitalbindung und somit zu einem Kapitalverlust, jedoch ist die Wahrscheinlichkeit, dass ein Ersatzteil nicht auf Lager liegt, wenn eine Kunde anfragt oder ein Teil bestellt, sehr gering. Werden zu wenige Teile gelagert, sinken zwar die Kapitalbindungskosten, es ist aber wahrscheinlicher, dass Ersatzteile nicht lieferbar sind und somit die Zufriedenheit der Kunden darunter leidet. Dieser Punkt trifft auch auf die Empfänger der Ersatzteile zu. Werden zu wenige Teile gelagert, sind zwar die Kapitalbindungskosten gering, jedoch besteht die Möglichkeit, dass beim Ausfall eines Teiles in der Produktion Standzeiten und somit teils immensen Kosten und Kapitalverluste auf das Unternehmen zukommen. Werden zu viele Ersatzteile gelagert, gibt es höhere Kapitalbindungskosten, aber die durch den Ausfall eines Teils entstehenden Kosten werden klein gehalten, da das passende Ersatzteil schon vorrätig liegt.
Aus genau diesem Grund muss immer die Frage gestellt werden, was muss, sollte und kann in welcher Menge vorrätig sein?

## Rechtliche Verpflichtungen

### Vertragliche Verpflichtungen
Die Hersteller von Primärprodukten müssen vertragliche Leistungspflichten einhalten. So können Kunden die Inanspruchnahme von Garantieleistungen gelten machen (BGB §§ 305, 157).
Des Weiteren führt auch die Verpflichtung aus Gewährleistung (BGB §§ 459-492, §§ 633-640, § 138, § 242) dazu, dass Unternehmen innerhalb der gesetzlichen Gewährleistungspflicht die Versorgung ihrer Kunden mit Ersatzteilen sicherstellen müssen.

### Nachvertragliche Nebenpflicht
Außerdem müssen Unternehmen auch für langlebige Gebrauchsgüter die Ersatzteilversorgung sicherstellen (§ 242 BGB, Grundsatz von Treu und Glauben).
Die Dauer dafür hängt vom Gebrauchsgut ab. Als Maßstab jedoch gilt die durchschnittliche Lebensdauer des Gutes.
Automobilhersteller müssen zum Beispiel 10 bis 12 Jahre nach der Einstellung der Fahrzeugserie immer noch sicherstellen, dass Ersatzteile zur Verfügung stehen.

### Daraus resultierende Probleme
Durch die immer kürzer werdenden Produktlebenszyklen von Produkten, drohen die Ersatzteilbestände immer größer zu werden.
Gerade am Beispiel der Automobilindustrie ist dies gut zu erkennen. Wie oben bereits geschrieben, müssen die Automobilhersteller ca. 10 bis 12 Jahre lang die Ersatzteilversorgung sicherstellen und in Kombination mit den kurzen Lebenszyklen der Produkte müssen die Hersteller stets eine Unmenge an toten und lebenden Ersatzteilen lagern.

## Forecasting in der Ersatzteillogistik

### Forecasting in der Automobilindustrie
Forecasting bedeutet, im Voraus zu planen, um mögliche Risiken vorzubeugen, sodass diese nicht entstehen können. Dies ist vor allem für die Ersatzteillogistik eine besondere Aufgabe um bei Erstinvestitionen von neuen Gütern sowie beim After Sales Geschäft die Probleme so gering wie möglich zu halten. Bei der Entwicklung von neuen Produkten müssen Daten erhoben werden um in einem Herstellerbetrieb optimal produzieren zu können.
Dafür benötigt man Auswertungen von Arbeitsabläufe sowie Größe und Gewicht der einzelnen zu verarbeiteten Teilen. Bei Gütern die baugleich mit Vorgängern sind, ist dies einfacher auszuwerten als bei komplett neuen Produkten, da man bei den Vorangegangenen Modellen schon Auswertungen und Daten vorliegen hat und solche nur noch zu ergänzen braucht.
Diese Methode findet man am häufigsten in der Automobilindustrie, bei der Entwicklung neuer Wagenmodelle wieder. Dort werden Vergleichsdaten der Arbeitsabläufe erhoben, wie die Montage der einzelnen Ersatzteile und die dafür benötigte Zeit. Diese Daten werden für ein neues Automodell aufgerufen und neue Arbeitsabläufe ausgearbeitet mit anfänglichen Schätzungen für die noch nicht dokumentierten Teile und Abläufe.

### Forecasting in der regulären Ersatzteillogistik
Ein wichtiger Punkt des wirtschaftlichen Erfolges ist es die Auftragsdurchlaufzeiten so schlank wie möglich zu gestalten, damit viele Aufträge bearbeitet werden können. Dies gilt nicht nur für die Ersatzteillogistik, sondern auch für alle anderen Teilgebiete der Logistik.
Als zentrale Stellgröße wird hier die Entfernung zwischen Warenausgang des Auslieferungszentrums und der Wareneingang des Kunden bestimmt, um anschließend die benötigten Lagerstandorte zu ermitteln. Damit verbunden sind auch die Laufzeiten des Transportes, die sich in zwei Teilbereiche aufteilen.
Die Auslösung der Bestellung die durch einen festgelegten Meldebestand im System getätigt wird sowie die Verfügbarkeit im Lager selbst. Ersatzteillogistiknetze sollten europaweit ausgebaut sein, damit man einen angepassten Service bieten kann und somit den/die Kunden bedienen kann. Wenn eine Maschine bei einem Hersteller ausfällt ist in den meisten Fällen schon vorher bekannt und abgesprochen, wie wichtig die Reparatur ist und wie hoch die dadurch entstehenden Schäden sein werden. Mit diesem Wissen ist es für den Dienstleister einfacher einen Reibungslosen Ablauf der Reparatur oder Wartung zu Planen.
Als Voraussetzung für eine effektive zentrale Ersatzteillogistik, wie auch in anderen Gebieten der Logistik, ist es wichtig, ein Forecast der Mengen und Bestellverläufe auf Basis der Lieferungen zu erstellen. Die Waren im Gesamtsortiment zu definieren in die Kategorien Schnelldreher und Langsamdreher hilft bei der Herstellung von optimalen und laufzeiteffizienten Abläufen. Schnelldreher sind hierbei die Teile, die am wichtigsten sind und zügig wieder das Lager verlassen, wobei Langsamdreher das Gegenteil sind. Langsamdreher können aber dennoch wichtige Teile sein.

## Lebenszyklusorientierung für den Bedarf
Durch Wirtschaftskrisen, der hohen Robustheit des Ersatzteilgeschäfts und Absatzschwankungen, ist der Ersatzteilmarkt mittlerweile ein begehrter und umkämpfter Markt. Unternehmen müssen Marktanteile halten und weiter ausbauen um diesen Forderungen gerecht zu werden. Daher ist es wichtig neben dem Forecast der Ersatzteilplanung und der Reduzierung der Bestandskosten auch den Lebenszyklus des Ersatzteilbedarfs zu beachten.
Der Bedarf an Ersatzteilen richtet sich nach verschiedenen Faktoren bezogen auf das Primärprodukt, auf das Ersatzteil selbst, die Instandhaltung und den Ersatzteilmarkt. Bei dem Ersatzteilbedarf handelt es sich um eine derivative Nachfrage, daher ist die Nachfrage an Ersatzteilen eine grundlegende Voraussetzung. Je mehr Primärprodukte auf dem Markt sind und eingesetzt werden, desto höher ist das Nachfragepotenzial nach dessen Ersatzteilen. Weitere Faktoren, die sich auf das Primärprodukt beziehen sind die Altersstruktur durch den immer weiter voranschreitenden Verbesserungsprozess und Entwicklung der Produkte sowie die Verwertung durch Marktausscheidung. Neben der Lebensdauer des Primärprodukts ist auch die der Ersatzteile von Bedeutung. Eine erhöhte Lebensdauer der Ersatzteile führt zu einem geringeren Bedarf, doch wird der Ersatzteilbedarf vom Angebot des Ersatzteilsortiments beeinflusst. Ein erhöhter Einsatz von Norm- und Standardteilen, oder die Zusammenstellung mehrerer Ersatzteile in einem Modul kann den Bedarf steigern und somit die Planbarkeit verbessern.
In der Instandhaltung kann der Betreiber verschiedene Strategien verwenden die sowohl den eigenen Ersatzteilbedarf als auch den des Herstellers beeinflussen kann. Diese Strategien orientieren sich nach Schaden, Zeit und Zustand.
Bei der Schadensorientierung werden die Teile erst durch einen Ausfall ausgetauscht, welcher sich sporadisch auf die Nachfrage auswirkt.
In der zweiten Strategie werden die Teile nach einer definierten Zeit, unabhängig von deren Zustand ausgetauscht. Dadurch ergibt sich eine geringere Bedarfsdringlichkeit und eine erhöhte Planungssicherheit.
In der Zustandsorientierten Instandhaltungsstrategie werden die Teile im Rahmen von Inspektionen überprüft und der Ausfallzeitpunkt kann bestimmt werden. Durch den Einsatz von Frühinformationssystemen kann eingeschätzt werden wann Bedarf an den verschlissenen Teilen bestehen wird. Der Ersatzteilbedarf ist somit von der Instandhaltungsstrategie stochastisch bestimmt.
Der Lebenszyklus basiert auf einer Analyse der Ersatzteilplanung. Der Zyklus selbst beinhaltet vier Phasen, nach denen die Bedeutung der Ersatzteile abgeleitet wird und diese in A-, B- oder C-Teile unterteilt werden.
In der Einführungsphase des Produktes haben die Ersatzteile eine hohe Bedeutung und werden daher als A-Teile klassifiziert. Verbraucht werden die Teile eher sporadisch und saisonal.
Eine Hohe und Mittlere Bedeutung haben die Ersatzteile in der Konsolidierungsphase des Lebenszyklus. Die Ersatzteile mit mittlerer Bedeutung werden B-Teile genannt. Der Verbrauch in diesem Abschnitt ist zur Hälfte noch sporadisch aber geht in einen Trend über.
Die dritte Phase, die Degenerationsphase hat für deren Ersatzteile eine zunehmend niedrigere Bedeutung. Daher werden die B-Teile nach einer gewissen Zeit als C-Teile betitelt und sind vom Verbrauchsmodell her mehr stationär einzustufen. Der Verbrauchscharakter wechselt nun von Mittel zu Stark, da das Produkt eine gewisse Lebensspanne vorzuweisen und je nach Instandhaltungsstrategie mehr Schäden und Defekte vorzuweisen hat.
Als letzte Lebenszyklusphase, der Verschrottung, haben die Ersatzteile die geringste Bedeutung, werden ebenfalls stationär eingestuft und vom Verbrauchscharakter der Kategorie Null oder Selten zugeordnet.
Anhand dieser Analysen kann man für das Forecasting und die damit resultierende Planungsstrategie Zeit und Probleme vorzeitig eliminieren.

## Outsourcing
Der Trend zum Outsourcing von Dienstleistungen die nicht zur Kernkompetenz des eigenen Unternehmens gehört ist heute noch ungebrochen.
Viele Unternehmen nutzen andere Logistikdienstleister um das Serviceniveau der Wartung und Reparatur aufrechtzuerhalten und die Kosten der logistischen Leistungserbringung zu senken. Im Jahr 2013 haben noch etwas mehr als die Hälfte der Unternehmen externe Dienstleister nicht genutzt, was zeigt, dass in der Ersatzteillogistik noch ein erhebliches Potenzial für das Outsourcing bestand.
Wenn ein Unternehmen externe Logistikdienstleistungen in Anspruch nimmt, müssen diese Dienstleister gewisse Unternehmensspezifische Rahmenbedingungen erfüllen, wie z. B. die EDV-Ausstattung und IT-Kompetenz. Andere Kriterien wie eingesetzte Lagersysteme, die Lagertechnologie oder die Transportflotte haben laut Auswertung aus dem Jahr 2013 eine geringere Bedeutung bei der Auswahl des Dienstleisters für die Unternehmen.
Durch das Outsourcing können auch weitere Teile Europas mit dem Service des Unternehmens abgedeckt werden ohne zusätzliche Lagerhallen zu bauen oder zu mieten. Viele Hersteller verwenden dafür ihre OEM Teile, die von ihnen selbst oder von Dritten ausschließlich für den Automobilhersteller produziert werden. Diese Teile sind preislich teurer als Nachbauten von anderen Anbietern.

## Veränderungen
Die Logistik ist ein sich immer weiterentwickelnder Bereich der Wirtschaft und so wird auch die Ersatzteillogistik weiter verändert. In einem Unternehmen wird sie zur Kontrolle, Durchführung und Klärung eingesetzt und hat sich somit zur Aufgabe gemacht, dafür zu sorgen, dass Produkte in der richtigen Menge und Qualität kostengünstig an den Kunden gebracht werden. Die Ziele der Ersatzteillogistik sind klar definiert, denn sie soll eine hohe Kundenzufriedenheit und gleichzeitig eine Kundenbindung herstellen, die Wettbewerbsposition des Unternehmens am Markt stärken und die Wirtschaftlichkeit in diesem Betrieb verbessern.
Des Weiteren hat sie das Ziel eine sehr kurze Lieferzeit und hohe Lieferbeschaffenheit zu erreichen, sowie eine hohe Produktqualität zu garantieren und hierdurch die Liefertreue für Bestandskunden einzuhalten und flexibel zu sein, wenn wichtige Aufträge eingehen.
Eine weitere Aufgabe, die die Ersatzteillogistik zu erfüllen hat, ist die angemessene Lieferbereitschaft, die kurzen Lieferzeiten auch in Bezug auf Nachlieferungen sowie die Identifizierung der Produkte und die daraus resultierende ständige Verfügbarkeit an Ersatzteilen zu gewährleisten.
Durch den sich immer weiter ausdehnenden Markt haben sich diese Anforderungen für die Ersatzteillogistik gestellt und basiert auf einem aktiven Management und einer effizienten Abwicklung der Retouren und der anderen anstehenden Prozesse.
Die Veränderungen in der Ersatzteillogistik werden häufig in zwei Gruppen unterteilt und sind in der Regel deutlich abzusehen. Diese lassen sich in die Herstellergruppe und der Kundengruppe unterteilen.
Von Seiten des Herstellers sind Veränderungen in der steigenden Anforderung an den Bankenmarkt sowie die zunehmend schwierig werdenden wirtschaftlichen Bedingungen zu erkennen. Ebenfalls wird eine große Produktvielfalt verlangt und die damit stetig ansteigende Bedeutung von strategischem Vorgehen. Auf Kundenseite kann man Veränderungen wie ein ständig ansteigender Kostendruck, mehr Bereitschaft und die Sicherstellung der maximal verfügbaren Mittel feststellen, die Einfluss auf die Ersatzteilbeschaffung haben. Durch diese Veränderungen steigen die Kosten und Anforderungen während der Produktion bei den Herstellern, sowie eine genaue Überprüfung der ausgeführten Prozesse, einem ansteigenden Bedarf an Beständen und Lagerorten und eine gute Organisation.
Auf Kundenseite verändert sich der Abbau der Ersatzteillager und die Verfügbarkeit der Ersatzteile. Zudem sollte eine Lieferbereitschaft den ganzen Tag über möglich sein und es wird eine kürzere Lieferzeit an den Unternehmen gefordert.
Diese ganzen Prozesse und Anforderungen werden oft als einen Serviceprozess vereint. Die Beschaffung von Materialien, das Ausführen des Lieferantenmanagements, die Produktion der Ersatzteile, die sich aus der Bedarfsermittlung ergeben sowie die Abwicklung von Angeboten, Retouren und Aufträgen und deren Distribution sind die wichtigsten Elemente und Hauptbestandteile der Ersatzteillogistik. Die Logistik ist ein sich immer weiterentwickelnder Bereich der Wirtschaft und so wird auch die Ersatzteillogistik weiter verändert. In einem Unternehmen wird sie zur Kontrolle, Durchführung und Klärung eingesetzt und hat sich somit zur Aufgabe gemacht, dafür zu sorgen, dass Produkte in der richtigen Menge und Qualität kostengünstig an den Kunden gebracht werden. Die Ziele der Ersatzteillogistik sind klar definiert, denn sie soll eine hohe Kundenzufriedenheit und gleichzeitig eine Kundenbindung herstellen, die Wettbewerbsposition des Unternehmens am Markt stärken und die Wirtschaftlichkeit in diesem Betrieb verbessern.
Des Weiteren hat sie das Ziel eine sehr kurze Lieferzeit und hohe Lieferbeschaffenheit zu erreichen, sowie eine hohe Produktqualität zu garantieren und hierdurch die Liefertreue für Bestandskunden einzuhalten und flexibel zu sein, wenn wichtige Aufträge eingehen.
Eine weitere Aufgabe, die die Ersatzteillogistik zu erfüllen hat, ist die angemessene Lieferbereitschaft, die kurzen Lieferzeiten auch in Bezug auf Nachlieferungen sowie die Identifizierung der Produkte und die daraus resultierende ständige Verfügbarkeit an Ersatzteilen zu gewährleisten.
Durch den sich immer weiter ausdehnenden Markt haben sich diese Anforderungen für die Ersatzteillogistik gestellt und basiert auf einem aktiven Management und einer effizienten Abwicklung der Retouren und der anderen anstehenden Prozesse.
Die Veränderungen in der Ersatzteillogistik werden häufig in zwei Gruppen unterteilt und sind in der Regel deutlich abzusehen. Diese lassen sich in die Herstellergruppe und der Kundengruppe unterteilen.
Von Seiten des Herstellers sind Veränderungen in der steigenden Anforderung an den Bankenmarkt sowie die zunehmend schwierig werdenden wirtschaftlichen Bedingungen zu erkennen. Ebenfalls wird eine große Produktvielfalt verlangt und die damit stetig ansteigende Bedeutung von strategischem Vorgehen. Auf Kundenseite kann man Veränderungen wie ein ständig ansteigender Kostendruck, mehr Bereitschaft und die Sicherstellung der maximal verfügbaren Mittel feststellen, die Einfluss auf die Ersatzteilbeschaffung haben. Durch diese Veränderungen steigen die Kosten und Anforderungen während der Produktion bei den Herstellern, sowie eine genaue Überprüfung der ausgeführten Prozesse, einem ansteigenden Bedarf an Beständen und Lagerorten und eine gute Organisation.
Auf Kundenseite verändert sich der Abbau der Ersatzteillager und die Verfügbarkeit der Ersatzteile. Zudem sollte eine Lieferbereitschaft den ganzen Tag über möglich sein und es wird eine kürzere Lieferzeit an den Unternehmen gefordert.
Diese ganzen Prozesse und Anforderungen werden oft als einen Serviceprozess vereint. Die Beschaffung von Materialien, das Ausführen des Lieferantenmanagements, die Produktion der Ersatzteile, die sich aus der Bedarfsermittlung ergeben sowie die Abwicklung von Angeboten, Retouren und Aufträgen und deren Distribution sind die wichtigsten Elemente und Hauptbestandteile der Ersatzteillogistik.

## Das Kano-Modell
After-Sales-Services haben in der Ersatzteillogistik eine größer werdende Bedeutung, da bei Ersatzteilen eine höhere Gewinnspanne angesetzt und realisiert werden kann als bei dem Primärprodukt selbst. Erst durch diesen Service wie Wartung, Instandsetzung und den Verkauf der Teile selbst werden Gewinne erzielt. Nebeneffekt dieses After-Sales-Services ist der Anstieg von Ansehen und dem Ruf des Unternehmens, durch das mehr Kunden auf das Unternehmen aufmerksam gemacht werden können. Dies ist für die Hersteller von Primärprodukten wichtig, da das Marktpotenzial auf vielen Märkten nur durch das Ersatzteilgeschäft bestimmt werden kann und Kunden daher durch eine gute Service- und Ersatzteillogistik an das Unternehmen gebunden werden sollen.
Um Ersatzteilkunden zufrieden zu stellen, kann definiert werden, welche Leistungen diesen wichtig sind. Hierzu kann das sogenannte Kano-Modell verwendet werden, bei dem verschiedene Performance-Kriterien in Kategorien eingeteilt werden.
Die erste Kategorie sind die Basisfaktoren die zum Beispiel die Unversehrtheit und Funktionsfähigkeit der Teile voraussetzt, da defekte oder beschädigte Ersatzteile zur Unzufriedenheit des Kunden führt.
In dem zweiten Faktor, dem Leistungsfaktor, sind Liefertreue, Lieferdauer, Bearbeitungszeit und die Auftragsannahme zu berücksichtigen. Diese Leistungen müssen überzeugend sein, damit der Kunde zufrieden ist.
Als letzten Faktor im Kano-Modell geht es um den Begeisterungsfaktor, der den Leistungsnutzen für den Kunden aufwerten soll. Dies wird durch Dienstleistungen erreicht, mit denen der Kunde nicht rechnet, wie versandkostenfreie Lieferung, Zahlung auf Ziel und die lange Verfügbarkeit von Ersatzteilen.